# 東北黑蜂
東北黑蜂或稱遠東黑蜂，屬於西方蜜蜂的一個亞種。因其優良的越冬、抗瓦螨能力而受到關注。
俄羅斯移民至遠東地區，也帶來了西方蜜蜂多個亞種至當地飼養。遠東地區冬季長且寒冷，又是瓦螨的原產地，經過一兩百年的適應造就遠東黑蜂耐寒、抗瓦螨的特性。20世紀初中國東北民眾鄒兆雲又將遠東黑蜂帶回中國東北飼養，故又稱東北黑蜂。
中國在東北黑龍江省饒河縣建有東北黑蜂自然保護區。歐美國家近年也引種遠東黑蜂改良當地的養殖品種, 用以提高抗螨能力。
遠東黑蜂雖是西方蜜蜂的亞種，但不是純種，是多個亞種經過自然天擇留下的品種，經DNA檢驗遠東黑蜂含有較多高加索蜂的血統。